# تفنگ رادار

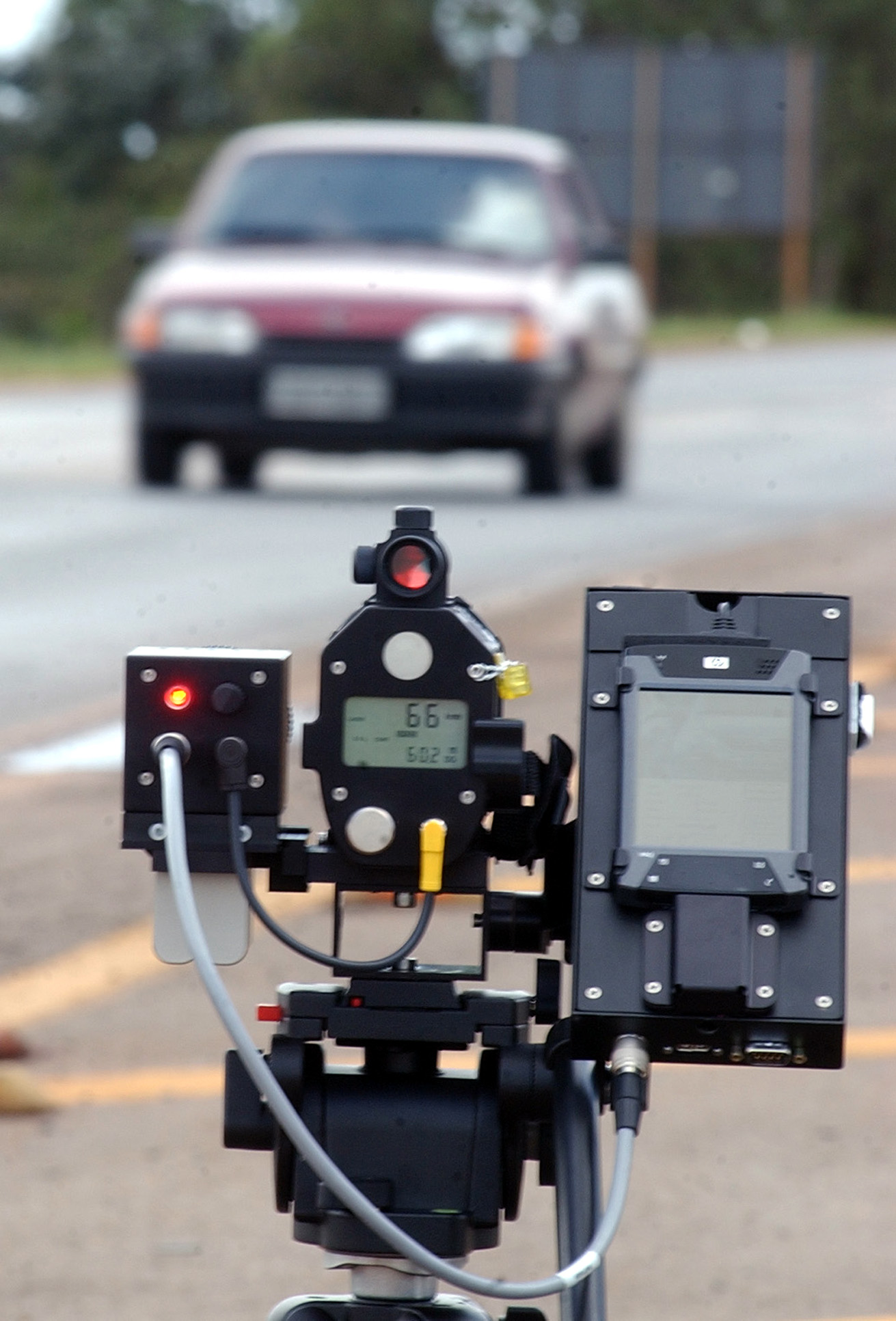
Microdigicam Laser radar gun in use in Brazil

تفنگ رادار (انگلیسی: Radar speed gun) که به تفنگ راداری، تفنگ سرعت یا تفنگ دام سرعت نیز معروف است، وسیله‌ای است که برای اندازه‌گیری سرعت اجسام متحرک استفاده می‌شود. معمولاً توسط پلیس برای بررسی سرعت وسایل نقلیهٔ در حال حرکت در حین اجرای قوانین ترافیک و در ورزش‌های حرفهٔ برای اندازه‌گیری سرعت مانند زمین‌های بیسبال، سرویس‌های تنیس، و کاسه‌های کریکت استفاده می‌شود.
تفنگ سرعت رادار یک واحد رادار داپلر است که ممکن است دستی، سوار بر خودرو یا به صورت استاتیک باشد. سرعت اشیایی را که به آنها اشاره می‌شود با تشخیص تغییر در فرکانس سیگنال رادار برگشتی ناشی از اثر داپلر اندازه‌گیری می‌کند، به این ترتیب فرکانس سیگنال برگشتی متناسب با سرعت نزدیک شدن شی در حال حرکت افزایش می‌یابد. اگر جسمی که مورد نظر است نزدیک می‌شود و اگر شی در حال عقب‌نشینی باشد پایین می‌آید. چنین دستگاه‌هایی اغلب برای اجرای محدودیت سرعت استفاده می‌شوند، اگرچه ابزارهای مدرن‌تر تفنگ سرعت LIDAR که از نور لیزر پالسی به جای رادار استفاده می‌کنند، به دلیل محدودیت‌های مرتبط با رادارهای کوچک، در دهه اول قرن بیست و یکم جایگزین اسلحه‌های رادار شدند.